# Marylebone (métro de Londres)
Marylebone  est une station de la Bakerloo line, du métro de Londres, en zone 1. Elle est située à Marylebone dans la Cité de Westminster.
Elle est en correspondance avec la Gare de Marylebone.

## Histoire
La station, alors dénommée Great Central, est mise en service le 27 mars 1907. Elle est renommée Marylebone le 15 avril 1917.

## À proximité
- Marylebone
- Gare de Marylebone